# Eniro
Eniro AB es una compañía sueca que ofrece servicios de búsqueda y directorios telefónicos correspondientes al número 118118 en varios países. La sede de la empresa está situada en Estocolmo, Suecia. La compañía fue fundada en 2000 cuando adquirió el directorio telefónico de TeliaSonera y los servicios en línea. Eniro ha sido componente del índice OMX Stockholm 30 de la bolsa de Estocolmo.
Eniro es esperanto y significa acceso.